# Enicospilus fatalis
Enicospilus fatalis là một loài tò vò trong họ Ichneumonidae.